# ترانه‌شناسی شهرام صولتی
ابراهیم صولتی (زادهٔ ۲۱ آبان ۱۳۳۶) معروف به شهرام صولتی، از خوانندگان مطرح ایرانی است.

## آلبوم‌های گردآوری شده

### شهر ستاره
| نام ترانه                    | ترانه‌سرا     | آهنگساز      | تنظیم‌کننده | سال انتشار |
| ---------------------------- | ------------ | ------------ | ---------- | ---------- |
| فریاد                        |              |              |            |            |
| عاشقم                        |              |              |            |            |
| همدم                         |              |              |            |            |
| سنگدل (باهمراهی شهرام شب‌پره) | شهرام شب‌پره  | شهرام شب‌پره  |            |            |
| دو خط موازی                  | پدرام        | سیاوش قمیشی  | آندرانیک   | ۱۳۵۶       |
| دخترای شیرازی                | بیژن سمندر   |              |            |            |
| بوف کور                      | سعید دبیری   | سیاوش قمیشی  |            |            |
| شهر ستاره                    | حسن لرنی     | بیژن قادری   | بیژن قادری | ۱۳۵۴       |
| خسته                         |              | داوود اردلان |            |            |
| ستاره‌ها                      | محمود اختیار | لقمان ادهمی  | اریک       |            |
| آفرینش                       |              |              |            |            |
| همصدا                        |              |              |            |            |

### قصر طلا
| نام ترانه                     | ترانه‌سرا      | آهنگساز     | تنظیم‌کننده     |
| ----------------------------- | ------------- | ----------- | -------------- |
| قصر طلا (خیال)                | آرش سزاوار    | آرش سزاوار  | آندرانیک       |
| دوست دارم با تو بمونم         | علی کامرانی   | محمد شمس    | محمد شمس       |
| مرد جنگ                       |               |             |                |
| هفده شهریور                   |               |             |                |
| حامی {شهرام و شهره}           | حسن بی‌غم      | یونانی      | منوچهر چشم‌آذر  |
| هالو هالو {شهرام و شهره}      |               |             |                |
| سنگدل {شهرام و فریدون فرخزاد} | شهرام شب‌پره   | شهرام شب‌پره |                |
| دریایی {شهرام و حمید شب خیز}  |               |             |                |
| ساقی                          | اردلان سرفراز | فرید زلاند  | منوچهر چشم آذر |

### باریکلا
| نام ترانه                                                                         | ترانه‌سرا         | آهنگساز         | تنظیم‌کننده     | سال انتشار |
| --------------------------------------------------------------------------------- | ---------------- | --------------- | -------------- | ---------- |
| کبوتر (بازخوانی)                                                                  | ملیحه اکبری      | صمد نوریان      | کاظم عالمی     | ۱۳۶۷       |
| هانی                                                                              | لیلا کسری (هدیه) | منوچهر چشم‌آذر   | منوچهر چشم‌آذر  | ۱۳۶۶       |
| آهو خانم                                                                          | جهانبخش پازوکی   | کاظم عالمی      | کاظم عالمی     | ۱۳۶۸       |
| می‌ترسم                                                                            | شهرام صولتی      | شهرام صولتی     | فریدون حیدرنیا | ۱۳۶۵       |
| الهی (بازخوانی از ترانهٔ جواد یساری)                                               | سعید مهناویان    | سعید مهناویان   | کاظم عالمی     | ۱۳۶۸       |
| باریکلا                                                                           | لیلا کسری (هدیه) | صادق نوجوکی     | صادق نوجوکی    | ۱۳۶۷       |
| توبه (بازخوانی از ترانهٔ عباس حداد)                                                | قاسم رئیس‌نژاد    | قاسم رئیس‌نژاد   | لقمان ادهمی    | ۱۳۶۶       |
| می‌میرم (بازخوانی از ترانهٔ انوش و پیش درآمد قسمت اول Leylim Ley از ابراهیم تاتلیس) | حسین چترنور      | ترکی            | کاظم عالمی     | ۱۳۶۸       |
| می‌میرم (بازخوانی از ترانهٔ انوش و پیش درآمد قسمت اول Leylim Ley از ابراهیم تاتلیس) | ایرج رزمجو       | عارف ابراهیم‌پور | کاظم عالمی     | ۱۳۶۸       |
| خواب                                                                              | مسعود امینی      | سیاوش قمیشی     | کاظم عالمی     | ۱۳۶۷       |
| پرنده‌ها                                                                           | مسعود فردمنش     | سیاوش قمیشی     | کاظم عالمی     | ۱۳۷۰       |

### عشقمو از من تو نگیر
| نام ترانه           | ترانه‌سرا          | آهنگساز     | تنظیم‌کننده   | سال انتشار |
| ------------------- | ----------------- | ----------- | ------------ | ---------- |
| مگه میشه            | بیژن سمندر        | حسین واثقی  | داوود اردلان | ۱۳۶۹       |
| عشقمو از من تو نگیر | پرویز صبری        | حسین واثقی  | کاظم عالمی   | ۱۳۶۹       |
| آتیش به انبار       | هما میرافشار      | کاظم عالمی  | کاظم عالمی   | ۱۳۶۹       |
| شاه‌گل               | مسعود فردمنش      | سیاوش قمیشی | محمد مقدم    | ۱۳۷۱       |
| بره و گرگ           | مسعود فردمنش      | سیاوش قمیشی | نوید نحوی    | ۱۳۷۱       |
| مکتب عشق            | هما میرافشار      | محمد مقدم   | محمد مقدم    | ۱۳۷۳       |
| تو که نیستی         | هما میرافشار      | محمد مقدم   | محمد مقدم    | ۱۳۷۳       |
| هوای تازه           | همایون هوشیارنژاد | محمد مقدم   | محمد مقدم    | ۱۳۷۵       |

### عاشقانه‌ها
| نام ترانه   | ترانه‌سرا       | آهنگساز        | تنظیم‌کننده    | سال انتشار |
| ----------- | -------------- | -------------- | ------------- | ---------- |
| پرواز       | مسعود فردمنش   | مهرداد آسمانی  | کاظم عالمی    | ۱۳۷۹       |
| خاک         | مسعود امینی    | مهرداد آسمانی  | کاظم عالمی    | ۱۳۷۷       |
| دیوونه      | اردلان سرفراز  | فرید زلاند     | تیگران ساکیان | ۱۳۷۹       |
| کویر        | ژاکلین         | ژاکلین         | کاظم عالمی    | ۱۳۷۵       |
| همه عاشق    | مینا جلالی     | صادق نوجوکی    | صادق نوجوکی   | ۱۳۷۳       |
| ایمان       | جهانبخش پازوکی | جهانبخش پازوکی | کاظم عالمی    | ۱۳۷۵       |
| من و تو     | کوجی زادوری    | محمد مقدم      | محمد مقدم     | ‍۱۳۷۷        |
| سرنوشت      | هما میرافشار   | محمد مقدم      | محمد مقدم     | ۱۳۷۳       |
| آهسته آهسته | بیژن سمندر     | صادق نوجوکی    | صادق نوجوکی   | ۱۳۷۳       |
| علی         | ژاکلین         | ژاکلین         | کاظم عالمی    | ۱۳۷۷       |

## آلبوم‌های استودیویی

### امون از دل مو (۱۹۷۷/۱۳۵۶)
- مشترک با شهره صولتی و احمدرضا نبی‌زاده

| نام ترانه         | خواننده            | ترانه‌سرا      | آهنگساز               | تنظیم‌کننده    |
| ----------------- | ------------------ | ------------- | --------------------- | ------------- |
| امون از دل مو     | احمدرضا نبی‌زاده    | باباطاهر      | محلی                  | پرویز مقصدی   |
| تعبیر             | شهره               | حسن بی‌غم      | پرویز مقصدی           |               |
| هیزم نیمه نیمه    | احمدرضا نبی‌زاده    | مسعود هوشمند  | پرویز مقصدی           | پرویز مقصدی   |
| اشک من            | شهره               | مسعود هوشمند  | پرویز مقصدی           | آندرانیک      |
| حامی              | شهره و شهرام صولتی | حسن بی‌غم      | اقتباس از آهنگ یونانی | منوچهر چشم‌آذر |
| خیال (قصر طلا)    | شهرام صولتی        | آرش سزاوار    | آرش سزاوار            | آندرانیک      |
| رفته از دست       | احمدرضا نبی‌زاده    | اردلان سرفراز | پرویز مقصدی           | پرویز مقصدی   |
| وای که دلم (شبنم) | احمدرضا نبی‌زاده    | اردلان سرفراز | پرویز مقصدی           | پرویز مقصدی   |

### خونه به خونه (۱۹۸۶/۱۳۶۵)
- مشترک با هایده، ابی، حسن شماعی‌زاده، حمید موگویی و رها

| نام ترانه    | خواننده       | ترانه‌سرا          | آهنگساز       | تنظیم‌کننده     |
| ------------ | ------------- | ----------------- | ------------- | -------------- |
| خونه به خونه | هایده         | همایون هوشیارنژاد | حسن شماعی‌زاده | نوید نحوی      |
| زرگری        | حسن شماعی‌زاده | بیژن سمندر        | حسن شماعی‌زاده | نوید نحوی      |
| سادگی        | ابی           | مسعود هوشمند      | سیاوش قمیشی   | راب شیراک      |
| تفنگ         | حمید موگویی   | محلی لری          | محلی لری      | کاظم عالمی     |
| میترسم       | شهرام صولتی   | شهرام صولتی       | شهرام صولتی   | فریدون حیدرنیا |
| خطا کردم     | رها           | رها               | رها           | پژمان باقری    |

### توبه (۱۹۸۷/۱۳۶۶)
| نام ترانه                          | ترانه‌سرا         | آهنگساز       | تنظیم‌کننده     |
| ---------------------------------- | ---------------- | ------------- | -------------- |
| توبه (بازخوانی از ترانهٔ عباس حداد) | شهاب             | قاسم رئیس‌نژاد | لقمان ادهمی    |
| هانی                               | لیلا کسری (هدیه) | منوچهر چشم‌آذر | منوچهر چشم‌آذر  |
| عشق دروغه                          | شهرام صولتی      | شهرام صولتی   | فریدون حیدرنیا |
| گل ناز                             | هما میرافشار     | حسن شماعی‌زاده | منوچهر چشم‌آذر  |
| کوله‌بار                            | مسعود هوشمند     | سیاوش قمیشی   | عبدی یمینی     |
| می‌ترسم                             | شهرام صولتی      | شهرام صولتی   | فریدون حیدرنیا |

### صبر (۱۹۸۹/۱۳۶۷)
| نام ترانه  | ترانه‌سرا         | آهنگساز       | تنظیم‌کننده    |
| ---------- | ---------------- | ------------- | ------------- |
| باریکلا    | لیلا کسری (هدیه) | صادق نوجوکی   | صادق نوجوکی   |
| خداحافظی   | لیلا کسری (هدیه) | آندرانیک      | آندرانیک      |
| مرد عشق    | لیلا کسری (هدیه) | منوچهر چشم‌آذر | منوچهر چشم‌آذر |
| خانومه     | لیلا کسری (هدیه) | منوچهر چشم‌آذر | منوچهر چشم‌آذر |
| خواب       | مسعود امینی      | سیاوش قمیشی   | کاظم عالمی    |
| بیا ببینمت | مسعود فردمنش     | فرید زلاند    | آندرانیک      |
| صبر        | شهرام صولتی      | شهرام صولتی   | کاظم عالمی    |
| رسوا       | مسعود فردمنش     | فرید زلاند    | منوچهر چشم‌آذر |

### یکی یکدونه (۱۹۸۹/۱۳۶۸)
- مشترک با شهره صولتی

| نام ترانه                            | خواننده     | ترانه‌سرا       | آهنگساز         | تنظیم‌کننده  |
| ------------------------------------ | ----------- | -------------- | --------------- | ----------- |
| میمیرم (بازخوانی ترانهٔ دعوت از انوش) | شهرام صولتی | حسین چترنور    | ترکی            | کاظم عالمی  |
| میمیرم (بازخوانی ترانهٔ دعوت از انوش) | شهرام صولتی | ایرج رزمجو     | عارف ابراهیم‌پور | کاظم عالمی  |
| کلاغِ دُم‌سیاه                          | شهره        | بیژن سمندر     | صادق نوجوکی     | صادق نوجوکی |
| آهو خانم                             | شهرام صولتی | جهانبخش پازوکی | جهانبخش پازوکی  | کاظم عالمی  |
| شب شعر                               | شهره        | بیژن سمندر     | صادق نوجوکی     | صادق نوجوکی |
| الهی (بازخوانی از ترانهٔ جواد یساری)  | شهرام صولتی | سعید مهناویان  | سعید مهناویان   | کاظم عالمی  |
| یکی یکدونه                           | شهره        | بیژن سمندر     | صادق نوجوکی     | صادق نوجوکی |

### دعا (۱۹۹۰/۱۳۶۹)
| نام ترانه                                     | ترانه‌سرا          | آهنگساز                                                | تنظیم‌کننده  |
| --------------------------------------------- | ----------------- | ------------------------------------------------------ | ----------- |
| دعا                                           | شهاب              | کاظم عالمی                                             | کاظم عالمی  |
| پشیمونی                                       | همایون هوشیارنژاد | سیاوش قمیشی                                            | کاظم عالمی  |
| دیوونه‌بازار                                   | مسعود فردمنش      | صادق نوجوکی                                            | صادق نوجوکی |
| یواش‌ یواش (بازخوانی ترانهٔ قاصد از صمد نوریان) | صمد نوریان        | صمد نوریان                                             | کاظم عالمی  |
| نامه                                          | حسین چترنور       | حسین واثقی                                             | محمد مقدم   |
| مِی                                            | همایون هوشیارنژاد | لقمان ادهمی                                            | لقمان ادهمی |
| مسافر                                         | همایون هوشیارنژاد | اقتباسی از ترانهٔ "پابوس" جمشید نجفی (ساختهٔ صمد نوریان) | محمد مقدم   |
| دلم گرفته                                     | هومن              | سیاوش قمیشی                                            | کاظم عالمی  |

### هدیه (۱۹۹۱/۱۳۶۹)
- مشترک با لیلا فروهر

| نام ترانه           | خواننده     | ترانه‌سرا        | آهنگساز         | تنظیم‌کننده      |
| ------------------- | ----------- | --------------- | --------------- | --------------- |
| مگه میشه            | شهرام صولتی | بیژن سمندر      | حسین واثقی      | داود اردلان     |
| یار                 | لیلا فروهر  | بیژن سمندر      | حسن شماعی‌زاده   | منوچهر چشم‌آذر   |
| عشقمو از من تو نگیر | شهرام صولتی | پرویز صبری      | حسین واثقی      | کاظم عالمی      |
| دل ای دل            | لیلا فروهر  | مهداد زند کریمی | مهداد زند کریمی | مهداد زند کریمی |
| آتیش به انبار       | شهرام صولتی | هما میرافشار    | کاظم عالمی      | کاظم عالمی      |
| با دلم قهر نکن      | لیلا فروهر  | مهداد زند کریمی | مهداد زند کریمی | مهداد زند کریمی |

### شب بخیر (۱۹۹۱/۱۳۷۰)
| نام ترانه                                   | ترانه‌سرا     | آهنگساز         | تنظیم‌کننده      |
| ------------------------------------------- | ------------ | --------------- | --------------- |
| شب بخیر                                     | حسین واثقی   | حسین واثقی      | محمد مقدم       |
| عاشق بی‌ستاره                                | مسعود امینی  | پرویز رحمان‌پناه | پرویز رحمان‌پناه |
| رفتن تو                                     | مسعود امینی  | کاظم عالمی      | کاظم عالمی      |
| غصه نخور                                    | مسعود فردمنش | سیاوش قمیشی     | منوچهر چشم‌آذر   |
| انتظار                                      | ایرج رزمجو   | حسن شماعی‌زاده   | محمد مقدم       |
| مادر                                        | شهره صولتی   | شهرام صولتی     | کاظم عالمی      |
| شما (بعدها این ترانه توسط فرزین اجرا شد)    | مسعود امینی  | کاظم عالمی      | کاظم عالمی      |
| یار مبارک باد (بازخوانی از ترانهٔ محمد نوری) | محمد نوری    | محمد سریر       | محمد مقدم       |

### شاه‌گل (۱۹۹۲/۱۳۷۱)
- مشترک با ابی و شاهرخ

| نام ترانه        | خواننده     | ترانه‌سرا     | آهنگساز      | تنظیم‌کننده    |
| ---------------- | ----------- | ------------ | ------------ | ------------- |
| شاه‌گل            | شهرام صولتی | مسعود فردمنش | سیاوش قمیشی  | محمد مقدم     |
| سبد سبد          | ابی         | مسعود فردمنش | مسعود فردمنش | منوچهر چشم‌آذر |
| کارم در اومد     | شاهرخ       | مسعود فردمنش | مسعود فردمنش | منوچهر چشم‌آذر |
| ده بالا          | شاهرخ       | مسعود فردمنش | مسعود فردمنش | منوچهر چشم‌آذر |
| زبانم را نمی‌فهمی | ابی         | ناهید ناظمی  | سیاوش قمیشی  | آندرانیک      |
| بره و گرگ        | شهرام صولتی | مسعود فردمنش | سیاوش قمیشی  | نوید نحوی     |

### وسوسه (۱۹۹۳/۱۳۷۲)
| نام ترانه          | ترانه‌سرا     | آهنگساز      | تنظیم‌کننده  |
| ------------------ | ------------ | ------------ | ----------- |
| زنگ عشق            | بیژن سمندر   | صادق نوجوکی  | صادق نوجوکی |
| پیر بشی (بازخوانی) | آرش سزاوار   | افشین مقراضی | محمد مقدم   |
| زندگی              | هما میرافشار | محمد مقدم    | محمد مقدم   |
| نامهربون           | هما میرافشار | محمد مقدم    | محمد مقدم   |
| خواب می‌بینم        | مینا اخوان   | محمد مقدم    | محمد مقدم   |
| وسوسه              | مسعود فردمنش | شهرام صولتی  | کاظم عالمی  |

### سکهٔ طلا (۱۹۹۳/۱۳۷۲)
- مشترک با شهره و ستار

| نام ترانه         | خواننده     | ترانه‌سرا     | آهنگساز      | تنظیم‌کننده    |
| ----------------- | ----------- | ------------ | ------------ | ------------- |
| خوشی به ما نیومده | شهرام صولتی | مسعود فردمنش | مسعود فردمنش | منوچهر چشم‌آذر |
| چه کنم            | شهره        | مسعود فردمنش | مسعود فردمنش | منوچهر چشم‌آذر |
| باور کن           | ستار        | ناهید ناظمی  | مسعود فردمنش | منوچهر چشم‌آذر |
| سکهٔ طلا           | شهره        | مسعود فردمنش | مسعود فردمنش | منوچهر چشم‌آذر |
| پروانه            | ستار        | ناهید ناظمی  | مسعود فردمنش | منوچهر چشم‌آذر |
| یار فراری         | شهرام صولتی | مسعود فردمنش | مسعود فردمنش | منوچهر چشم‌آذر |

### سرنوشت (۱۹۹۴/۱۳۷۳)
| نام ترانه  | ترانه‌سرا          | آهنگساز     | تنظیم‌کننده  |
| ---------- | ----------------- | ----------- | ----------- |
| همه‌ عاشق   | مینا جلالی        | صادق نوجوکی | صادق نوجوکی |
| پاورچین    | هما میرافشار      | محمد مقدم   | محمد مقدم   |
| آهسته‌آهسته | بیژن سمندر        | صادق نوجوکی | صادق نوجوکی |
| به‌نام عشق  | همایون هوشیارنژاد | محمد مقدم   | محمد مقدم   |
| سرنوشت     | هما میرافشار      | محمد مقدم   | محمد مقدم   |
| گیسوطلا    | هما میرافشار      | محمد مقدم   | محمد مقدم   |
| حوصله      | بابک رادمنش       | بابک رادمنش | بابک رادمنش |

### پنجره‌ها (۱۹۹۴/۱۳۷۳)
- مشترک با شهره

| نام ترانه                             | خواننده     | ترانه‌سرا     | آهنگساز     | تنظیم‌کننده |
| ------------------------------------- | ----------- | ------------ | ----------- | ---------- |
| پنجره‌ها (به‌همراه شهره)                | شهرام صولتی | هما میرافشار | محمد مقدم   | محمد مقدم  |
| پنجره‌ها (به‌همراه شهره)                | شهره        | هما میرافشار | محمد مقدم   | محمد مقدم  |
| مکتب عشق                              | شهرام صولتی | هما میرافشار | محمد مقدم   | محمد مقدم  |
| عشق اول                               | شهره        | شهره         | محمد مقدم   | محمد مقدم  |
| گل بی گلدون {بازخوانی از ترانهٔ گوگوش} | شهرام صولتی | هوشنگ توفیقی | پرویز مقصدی | محمد مقدم  |
| گل بی گلدون {بازخوانی از ترانهٔ گوگوش} | شهره        | هوشنگ توفیقی | پرویز مقصدی | محمد مقدم  |
| آیینه                                 | شهره        | هما میرافشار | محمد مقدم   | محمد مقدم  |
| تو که نیستی                           | شهرام صولتی | هما میرافشار | محمد مقدم   | محمد مقدم  |

### کویر (۱۹۹۶/۱۳۷۵)
| نام ترانه  | ترانه‌سرا          | آهنگساز        | تنظیم‌کننده |
| ---------- | ----------------- | -------------- | ---------- |
| کویر       | ژاکلین            | ژاکلین         | کاظم عالمی |
| دارمت      | همایون هوشیارنژاد | محمد مقدم      | محمد مقدم  |
| بی‌وفا      | هما میرافشار      | محمد مقدم      | محمد مقدم  |
| ایمان      | جهانبخش پازوکی    | جهانبخش پازوکی | کاظم عالمی |
| گول چشمات  | همایون هوشیارنژاد | محمد مقدم      | محمد مقدم  |
| یادگاری    | هما میرافشار      | محمد مقدم      | محمد مقدم  |
| قشنگ خانوم | جهانبخش پازوکی    | جهانبخش پازوکی | کاظم عالمی |
| سوختم      | هما میرافشار      | محمد مقدم      | محمد مقدم  |

### لبخند (۱۹۹۷/۱۳۷۶)
- مشترک با مهستی

| نام ترانه         | خواننده     | ترانه‌سرا       | آهنگساز        | تنظیم‌کننده     |
| ----------------- | ----------- | -------------- | -------------- | -------------- |
| در بسته           | مهستی       | جهانبخش پازوکی | جهانبخش پازوکی | کاظم عالمی     |
| لبخند             | مهستی       | جهانبخش پازوکی | جهانبخش پازوکی | منوچهر چشم‌آذر  |
| حوصله عاشقی ندارم | مهستی       | هما میرافشار   | محمد حیدری     | آرمن آهارونیان |
| گل بادوم          | شهرام صولتی | هما میرافشار   | کاظم عالمی     | کاظم عالمی     |
| وقتی میام به خونه | شهرام صولتی | هما میرافشار   | محمد مقدم      | محمد مقدم      |
| تاراج             | شهرام صولتی | مسعود فردمنش   | مسعود فردمنش   | منوچهر چشم‌آذر  |

### من و تو (۱۹۹۸/۱۳۷۷)
| نام ترانه  | ترانه‌سرا          | آهنگساز       | تنظیم‌کننده    |
| ---------- | ----------------- | ------------- | ------------- |
| خاک        | مسعود امینی       | مهرداد آسمانی | کاظم عالمی    |
| بهونه      | هما میرافشار      | محمد مقدم     | محمد مقدم     |
| گل خانم    | همایون هوشیارنژاد | مهرداد آسمانی | شوبرت آواکیان |
| دوستت دارم | همایون هوشیارنژاد | حسن شماعی‌زاده | محمد مقدم     |
| علی        | ژاکلین            | ژاکلین        | کاظم عالمی    |
| من و تو    | کوجی زادوری       | محمد مقدم     | محمد مقدم     |
| نیا نیا    | هما میرافشار      | حسن شماعی‌زاده | محمد مقدم     |
| جنون       | مسعود امینی       | محمد مقدم     | محمد مقدم     |

### بهونه (۱۹۹۹/۱۳۷۸)
| نام ترانه         | ترانه‌سرا     | آهنگساز      | تنظیم‌کننده    |
| ----------------- | ------------ | ------------ | ------------- |
| بهونه             | مسعود فردمنش | محمد حیدری   | منوچهر چشم‌آذر |
| گل بادوم          | هما میرافشار | کاظم عالمی   | کاظم عالمی    |
| وقتی میام به خونه | هما میرافشار | محمد مقدم    | محمد مقدم     |
| تاراج             | مسعود فردمنش | مسعود فردمنش | منوچهر چشم‌آذر |
| خوشی به ما نیومده | مسعود فردمنش | مسعود فردمنش | منوچهر چشم‌آذر |
| یار فراری         | مسعود فردمنش | مسعود فردمنش | منوچهر چشم‌آذر |

### تنها (۲۰۰۰/۱۳۷۹)
| نام ترانه                     | ترانه‌سرا          | آهنگساز             | تنظیم‌کننده    |
| ----------------------------- | ----------------- | ------------------- | ------------- |
| پرواز                         | مسعود فردمنش      | مهرداد آسمانی       | کاظم عالمی    |
| تنها                          | آزاده             | سیروس صولتی         | کاظم عالمی    |
| جدایی                         | همایون هوشیارنژاد | مهرداد آسمانی       | شوبرت آواکیان |
| ستاره (بازخوانی از ترانهٔ بتی) | اردلان سرفراز     | پرویز مقصدی         | فرخ آهی       |
| دیدی سرمون چی اومد            | مسعود امینی       | مهرداد آسمانی       | کاظم عالمی    |
| دلبر                          | همایون هوشیارنژاد | مهرداد آسمانی       | کاظم عالمی    |
| الماس                         | ژاکلین            | اقتباس از آهنگ ترکی | کاظم عالمی    |
| دیوانه                        | اردلان سرفراز     | فرید زلاند          | تیگران ساکیان |

### هیچستان (۲۰۰۲/۱۳۸۱)
| نام ترانه                           | ترانه‌سرا          | آهنگساز        | تنظیم‌کننده    |
| ----------------------------------- | ----------------- | -------------- | ------------- |
| جمعه شب‌ها                           | فرخ آهی           | فرخ آهی        | فرخ آهی       |
| خونه خالی (بازخوانی از ترانهٔ مرجان) | شهین حنانه        | تورج شعبانخانی | اندی جی       |
| به دستم                             | مسعود امینی       | مهرداد آسمانی  | منوچهر چشم‌آذر |
| زندگینامه                           | ژاکلین            | ژاکلین         | بابک امینی    |
| چشمات                               | مسعود امینی       | مهرداد آسمانی  | کاظم عالمی    |
| بی بی جون                           | زویا زاکاریان     | صادق نوجوکی    | صادق نوجوکی   |
| هیچستان                             | مسعود فردمنش      | مهرداد آسمانی  | منوچهر چشم‌آذر |
| طلوع                                | همایون هوشیارنژاد | حسن شماعی‌زاده  | کاظم عالمی    |

### حالیته (۲۰۰۴/۱۳۸۳)
| نام ترانه                           | ترانه‌سرا          | آهنگساز        | تنظیم‌کننده    |
| ----------------------------------- | ----------------- | -------------- | ------------- |
| حالیته                              | ترانه مکرم        | شهیاد          | شهیاد         |
| سلام                                | مسعود فردمنش      | محمد مقدم      | محمد مقدم     |
| یه‌ریزه                              | فرشید امین        | فرشید امین     | محمد مقدم     |
| شب‌های تهرون                         | سیروس علی‌آبادی    | سیروس علی‌آبادی | محمد ستاری    |
| احساس (بازخوانی از ترانهٔ رضا صادقی) | رضا صادقی         | رضا صادقی      | اندی جی       |
| بسه بسه (کاور ترانهٔ نانسی عجرم)     | ژاکلین            | عربی           | شوبرت آواکیان |
| عزیزترین                            | همایون هوشیارنژاد | محمد مقدم      | محمد مقدم     |
| پرچم ایران                          | سیروس علی‌آبادی    | سیروس علی‌آبادی | شهیاد         |

### قسم (۲۰۰۶/۱۳۸۵)
| نام ترانه            | ترانه‌سرا      | آهنگساز | تنظیم‌کننده |
| -------------------- | ------------- | ------- | ---------- |
| تا اطلاع ثانوی       | مهرداد خلخالی | شهیاد   | شهیاد      |
| قسم                  | یاسر داوودیان | شهیاد   | شهیاد      |
| خودشه                | ژاکلین        | ژاکلین  | امیر بدخش  |
| هم‌صدا (به‌همراه شهره) | ژاکلین        | ژاکلین  | اندی جی    |
| به جون تو            | بابک روزبه    | شهیاد   | شهیاد      |
| همینجوری             | بابک روزبه    | شهیاد   | شهیاد      |
| التماس               | ژاکلین        | ژاکلین  | اندی جی    |
| گلپری                | ژاکلین        | ژاکلین  | امیر بدخش  |

### پرواز (۲۰۰۸/۱۳۸۷)
| نام ترانه                                     | ترانه‌سرا     | آهنگساز      | تنظیم‌کننده    |
| --------------------------------------------- | ------------ | ------------ | ------------- |
| تمومش می‌کنی                                   | بابک روزبه   | شهیاد        | شهیاد         |
| آهای گلم                                      | مجید ذاکری   | پوریا نیاکان | پوریا نیاکان  |
| گلِ گلدون (بازخوانی از ترانهٔ شاهرخ سالار)      | بابک رادمنش  | فولکلور      | امیر بدخش     |
| الهی قربونت برم                               | امین بامشاد  | شهیاد        | شهیاد         |
| پرواز                                         | عباس هژیر    | فرید زلاند   | تیگران ساکیان |
| شب رقص                                        | ژاکلین       | امیر بدخش    | امیر بدخش     |
| هر کسی جای من بود                             | بابک روزبه   | شهیاد        | شهیاد         |
| خدا حفظت کنه                                  | افشین مقدم   | شهیاد        | شهیاد         |
| مشکل‌پسند                                      | ژاکلین       | ژاکلین       | امیر بدخش     |
| عطر تنت                                       | مسعود فردمنش | فرید زلاند   | منوچهر چشم‌آذر |
| ایران‌ ایران (بازخوانی از ترانهٔ مازیار و ستار) | علیرضا میبدی | عماد رام     | محمد ستاری    |

### هدیه (۲۰۱۱/۱۳۹۰)
| نام ترانه                       | نام ترانه | ترانه‌سرا       | آهنگساز          | تنظیم‌کننده |
| ------------------------------- | --------- | -------------- | ---------------- | ---------- |
| به‌سلامت                         | به‌سلامت   | شیدا شفیعی     | عارف شکوری       | عارف شکوری |
| هدیه                            | هدیه      | شهنام فرغار    | شهیاد            | شهیاد      |
| خدایا                           | خدایا     | ژاکلین         | ژاکلین           | امیر بدخش  |
| حسودی                           | حسودی     | ژاکلین         | علی شهسواری      | امیر بدخش  |
| خودم میام                       | خودم میام | امین بامشاد    | عارف شکوری       | عارف شکوری |
| تک تک                           | تک تک     | ژاکلین         | یونانی           | امیر بدخش  |
| شب نمیشه                        | شب نمیشه  | ژاکلین         | ژاکلین           | امیر بدخش  |
| دلتنگ                           | دلتنگ     | شیدا شفیعی     | عارف شکوری       | آندرانیک   |
| سردار                           | سردار     | علی شهسواری    | علی شهسواری      | عارف شکوری |
| قلبمی                           | قلبمی     | مهرداد خلخالی  | شهیاد            | شهیاد      |
| مِدِلی (بازخوانی ترانه‌های مازیار) | همسر      | سعید طبیبی     | جهانبخش پازوکی   | امیر بدخش  |
| مِدِلی (بازخوانی ترانه‌های مازیار) | فریاد     | کریم فکور      | انوشیروان روحانی | امیر بدخش  |
| مِدِلی (بازخوانی ترانه‌های مازیار) | کبوتر     | جهانبخش پازوکی | جهانبخش پازوکی   | امیر بدخش  |
| مِدِلی (بازخوانی ترانه‌های مازیار) | عزیز      | جهانبخش پازوکی | جهانبخش پازوکی   | امیر بدخش  |

## تک آهنگ‌ها
| نام ترانه                                | نام ترانه                                | ترانه‌سرا               | آهنگساز                    | تنظیم‌کننده               | سال  |
| ---------------------------------------- | ---------------------------------------- | ---------------------- | -------------------------- | ------------------------ | ---- |
| پاینده باشی ایران (با جمعی از خوانندگان) | پاینده باشی ایران (با جمعی از خوانندگان) | پاکسیما                | رامون عبدی                 | رامون عبدی               | ۲۰۰۶ |
| عید اومده (با شهره، هلن و شهیاد)         | عید اومده (با شهره، هلن و شهیاد)         | یاسر داوودیان          | شهیاد                      | شهیاد                    | ۲۰۰۷ |
| مگه نمیدونی عیده (با شهیاد)              | مگه نمیدونی عیده (با شهیاد)              | حسین کاشانی            | شهیاد                      | شهیاد                    | ۲۰۱۲ |
| می‌میرم (ریمیکس)                          | می‌میرم (ریمیکس)                          | دکتر ایرج رزمجو        | ترکی                       | مهدی یوسف‌پور             | ۲۰۱۲ |
| باورم کن                                 | باورم کن                                 | رضا خواجوی             | عارف شکوری                 | عارف شکوری               | ۲۰۱۳ |
| رقیب (با شهرام شب‌پره)                    | رقیب (با شهرام شب‌پره)                    | شهرام شب‌پره            | شهرام شب‌پره                | رامون                    | ۲۰۱۳ |
| بیقرار                                   | بیقرار                                   | رضا خواجوی             | عارف شکوری                 | عارف شکوری               | ۲۰۱۳ |
| امشب                                     | امشب                                     | رضا خواجوی             | عارف شکوری                 | عارف شکوری               | ۲۰۱۳ |
| به سلامت یارم                            | به سلامت یارم                            | نوید ابوترابی          | نوید ابوترابی              | فریبرز خاتمی             | ۲۰۱۴ |
| هانی (ریمیکس)                            | هانی (ریمیکس)                            | هدیه                   | منوچهر چشم‌آذر              | پوریا نیاکان             | ۲۰۱۴ |
| نگران                                    | نگران                                    | نرگس جعفری             | امیرعباس حسن‌زاده           | امیرعباس حسن‌زاده         | ۲۰۱۴ |
| عزیز شدی                                 | عزیز شدی                                 | مریم اسدی              | میلاد باران                | پوریا نیاکان             | ۲۰۱۴ |
| عمر دوباره                               | عمر دوباره                               | مریم اسدی              | میلاد باران                | میلاد باران              | ۲۰۱۵ |
| شب بخیر (ریمیکس)                         | شب بخیر (ریمیکس)                         | حسین واثقی             | حسین واثقی                 |                          | ۲۰۱۵ |
| احساس من                                 | احساس من                                 | مریم اسدی              | سعید هاشمی                 | اندی جی                  | ۲۰۱۵ |
| عزیز جون                                 | عزیز جون                                 | هانیه پروینی           | نوید ابوترابی              | فریبرز خاتمی             | ۲۰۱۶ |
| نهنگ                                     | نهنگ                                     | فاروق امیری            | محمد شمس                   | محمد شمس                 | ۲۰۱۷ |
| دست روزگار                               | دست روزگار                               | نوید غیاثی             | آرمین مکری                 | مجید رضازاده             | ۲۰۱۷ |
| توبه و کبوتر (ریمیکس)                    | توبه و کبوتر (ریمیکس)                    | قاسم رئیس‌نژاد          | قاسم رئیس‌نژاد              | امیر بدخش / Man Brothers | ۲۰۱۸ |
| توبه و کبوتر (ریمیکس)                    | توبه و کبوتر (ریمیکس)                    | ملیحه اکبری            | صمد نوریان                 | امیر بدخش / Man Brothers | ۲۰۱۸ |
| عاشق تو میشم                             | عاشق تو میشم                             | فرید هدایت             | شوبرت آواکیان              | شوبرت آواکیان            | ۲۰۱۹ |
| من                                       | من                                       | معین قاسمی             | مهیار محمدی                | پوریا نیاکان             | ۲۰۱۹ |
| دنیا                                     | دنیا                                     | امین بامشاد            | امین بامشاد و سالار مقدم   | اندی جی                  | ۲۰۱۹ |
| ساقی {بازخوانی از آهنگ هایده}            | ساقی {بازخوانی از آهنگ هایده}            | اردلان سرفراز          | فرید زلاند                 | عماد شکوری               | ۲۰۱۹ |
| سال {بازخوانی از آهنگ هایده}             | سال {بازخوانی از آهنگ هایده}             | بیژن سمندر             | انوشیروان روحانی           | عماد شکوری               | ۲۰۲۰ |
| بنازمت                                   | بنازمت                                   | امین بامشاد            | عارف شکوری                 | عارف شکوری               | ۲۰۲۰ |
| بگو بگو                                  | بگو بگو                                  | محمد ابراهیمی          | بابک مافی                  | بابک مافی                | ۲۰۲۱ |
| دلم رفت                                  | دلم رفت                                  | مرسا                   | مرسا                       | علی نیا                  | ۲۰۲۱ |
| بیا بیا                                  | بیا بیا                                  | مریم اسدی              | بهروز علی یاری             | بهروز علی یاری           | ۲۰۲۲ |
| ستاره                                    | ستاره                                    | بابک صحرایی            | هادی کولیوند               | هادی کولیوند             | ۲۰۲۲ |
| وطن                                      | وطن                                      | بابک صحرایی            | امیرعباس حسن‌زاده           |                          | ۲۰۲۲ |
| موی سپید {بازخوانی از آهنگ گلپا}         | موی سپید {بازخوانی از آهنگ گلپا}         | جهانبخش پازوکی         | جهانبخش پازوکی             | عماد شکوری               | ۲۰۲۳ |
| مِدِلی (با شهره)                           | عید اومده                                | یاسر داوودیان          | شهیاد                      | شهیاد                    | ۲۰۲۴ |
| مِدِلی (با شهره)                           | پنجره‌ها                                  | هما میرافشار           | محمد مقدم                  | شهیاد                    | ۲۰۲۴ |
| مِدِلی (با شهره)                           | گریه ممنوع                               | رامین زمانی، رضا صالحی | رامین زمانی، ارسلان نوزانی | شهیاد                    | ۲۰۲۴ |
| الهی بمیرم                               | الهی بمیرم                               | عطا عالمی              | امین بامشاد                | بهروز علی‌یاری            | ۲۰۲۴ |